# Carl Lagercrantz (överste)
Carl Adolf  Lagercrantz, född den 4 december 1846 i Stockholm, död där den 16 december 1897, var en svensk militär, godsägare och  författare.
Lagercrantz blev kadett vid Karlberg 1863 och utexaminerades därifrån 1865. Han blev samma år underlöjtnant vid Svea livgarde. Lagercrantz blev ordonnansofficer hos kung Karl XV 1870. Han tjänstgjorde i lantförsvarsdepartementets kommandoexpedition 1870–1875. Lagercrantz befordrades till löjtnant i armén och blev samtidigt generalstabsofficer 1871. Han blev löjtnant vid Svea livgarde 1872 samt stabsadjutant och löjtnant vid generalstaben 1874. Lagercrantz var adjutant i arméförvaltningens intendentsdepartement 1876–1878. Han blev stabsadjutant och kapten vid generalstaben 1879 och kapten i Svea livgarde 1881.
Lagercrantz befordrades till överadjutant och major vid generalstaben 1886 och blev stabschef i Fjärde militärdistriktet 1888. Han var avdelningschef vid generalstabens kommunikationsavdelning 1889–1891. Lafgercrantz befordrades till överstelöjtnant och 1. major vid Västmanlands regemente 1891 och blev överadjutant och överstelöjtnant vid generalstaben 1892. Han var avdelningschef vid dess kommunikationsavdelning 1892–1896. Lagercrantz blev överste i armén och militärbefälhavare på Gotland. Han blev överste och sekundchef för Svea livgarde 1896.
Lagercranz var stadsfullmäktig i Stockholm 1882–1888. Han blev ledamot av Kungliga Krigsvetenskapsakademien 1893. Lagercrantz blev riddare av  av preussiska Röda örns orden 1873, av ryska Sankt Annaordens tredje klass 1880, av badensiska Zähringer Löwenordens första klass 1881, av franska Hederslegionen 1882, av Svärdsorden 1887, av norska Sankt Olavsorden 1894 samt kommendör av första klassen av Dannebrogorden 1895 och storofficer av siamesiska kronorden 1897.
Lagercrantz var 1867–1897 huvudman för adliga ätten nr 1011 Lagercrantz. Han var son till Sveriges finansminister Gustaf Lagercrantz och far till bland andra direktörsassistenten och sportskytten Bengt Lagercrantz och bankdirektör Gustaf Lagercrantz samt svärfar till Gösta Leijonhufvud. Lagercrantz var gift med grevinnan Elisabeth Sparre af Söfdeborg (1851–1911) och blev därigenom delägare i medeltidsgodset Säbyholm i Låssa församling, nuvarande Upplands-Bro kommun. Makarna vilar på Norra begravningsplatsen utanför Stockholm.